# Родригес де Букеле, Габриэла
Габриэ́ла Робе́рта Родри́гес де Буке́ле (исп. Gabriela Roberta Rodríguez de Bukele, урожд. Родригес Пересалонсо (исп. Rodríguez Perezalonso); род. 31 марта 1985, Сан-Сальвадор) — сальвадорская политическая и общественная деятельница, супруга президента Сальвадора Найиба Букеле, первая леди Сальвадора с 1 июня 2019 года.

## Биография

### Ранние годы и образование
Габриэла Родригес родилась 31 марта 1985 года в Сан-Сальвадоре в семье сальвадорца Хосе Роберто Родригеса Трабанино и уроженки Никарагуа Арены Пересалонсо де Родригес. Габриэла является младшей в семье, у неё три старшие сестры. 
В юные годы Габриэла занималась балетом, а затем в течение многих лет выступала в танцевальной труппе «Фонда балета Сальвадора». Габриэла получила докторскую степень в области пренатальной психологии. Она стала первым человеком в Сальвадоре, которой было присвоено это звание.

### Общественная деятельность
В октябре 2010 года Габриэла основала PrePare, первый в стране центр дородовой помощи, директором которого она является. 
Родригес является региональным представителем Ассоциации пренатальной и перинатальной психологии и здоровья (APPPAH), где она работала над расширением прав и возможностей беременных женщин, чтобы они могли рожать в безопасности, а также, чтобы все женщины имели доступ к оказанию медицинской помощи во время родов.

### Политическая карьера

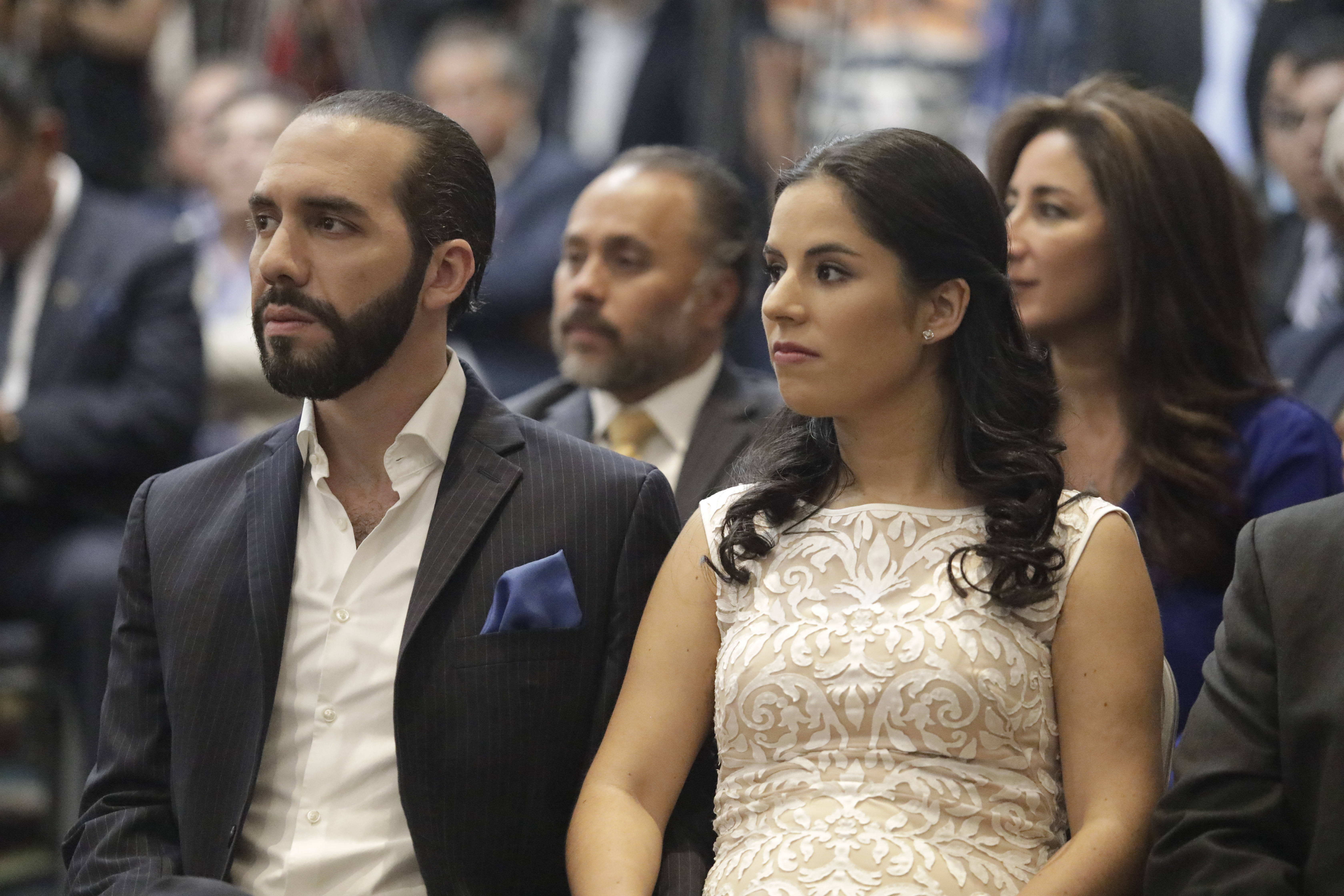
С мужем Найибом Букеле в 2015 году

Габриэла Родригес сотрудничала со своим супругом Найибом Букеле на протяжении его политической карьеры. В 2016 году мэр Сан-Сальвадора Найиб Букеле назвал её своим партнёром и сказал: «Тот, кто голосует за меня на государственной должности, знает, что она идет с пакетом услуг. Именно такими мы являемся командой с тех пор, как двенадцать лет назад мы впервые встретились». 
Во время пребывания Букеле на посту мэра Сан-Сальвадора, который был членом партии ФНОФМ, Родригес занимала должность муниципального секретаря по делам женщин. Находясь в этой должности, Родригес занималась развитием искусства и культуры. Она помогла создать Секретариат культуры Сан-Сальвадора и балетную труппу Сан-Сальвадора, а также Секретариат по делам женщин Сан-Сальвадора, организацию, которая призвана заниматься равноправием женщин и детей.
После исключения из ФНОФМ 10 октября 2017 года Букеле основал новую политическую партию под названием «Новые идеи». В феврале 2019 года Букеле баллотировался на пост президента Сальвадора как кандидат от партии Большого альянса национального единства. 

### Первая леди Сальвадора (с 2019)
После победы Найиба Букеле на президентских выборах в Сальвадоре в 2019 году, Родригес стала участвовать в назначениях министров в социальной сфере, здравоохранении и образовании. По данным издания «El Faro», Родригес провела за три месяца более 270 собеседований, по итогам которых Букеле провёл новые назначения. Во время и после избирательной кампании Родригес отказывалась давать интервью национальным СМИ. Эти действия вызывали критику со стороны изданий «El Faro» и «La Prensa Gráfica», которые обвиняли президента в кумовстве. Обвинения были основаны на том, что многие руководящие посты заняли родственники или бизнес-партнёры Букеле.
В июне 2022 года от имени Габриэлы Родригес в Законодательную ассамблею был внесён законопроект «Закона о совместном воспитании детей младшего возраста, детства и отрочества». Законопроект предлагал меры по недопущению детской и подростковой виктимизации в случае жесткого обращения или насилия. Новый закон был принят и вступил в силу 1 января 2023 года.

### Личная жизнь

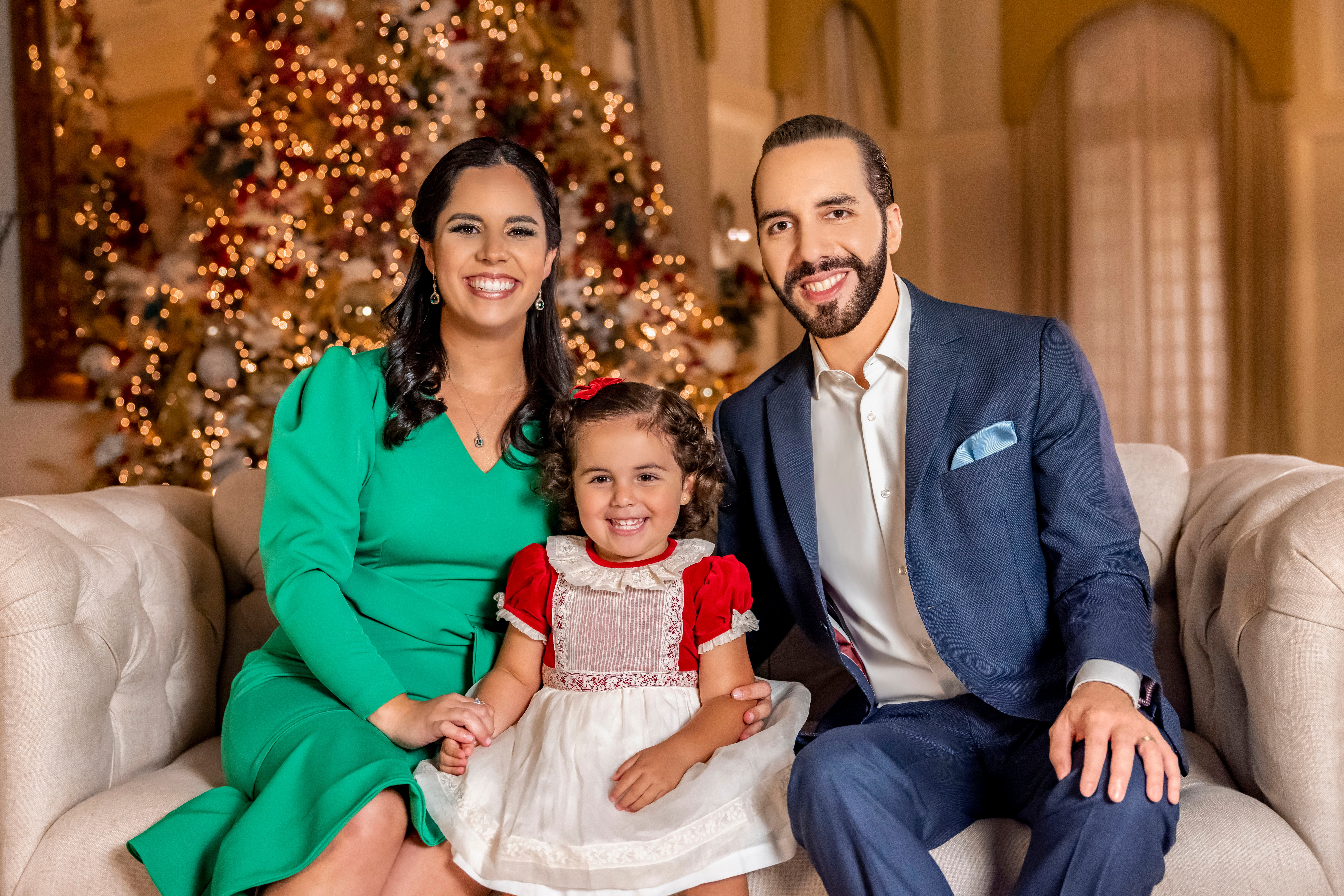
С мужем Найибом Букеле и дочерю Лейлой в 2022 году

Габриэла Родригес начала встречаться с Найибом Букеле в 2004 году. Свадебная церемония состоялась 6 декабря 2014 года в Эль-Бокероне (Сан-Сальвадор). 
Габриэла объявила о своей беременности за несколько дней до победы Букеле на президентских выборах. Их первый ребёнок, дочь Лейла родилась 15 августа 2019 года. Букеле объявил об этом в своём аккаунте в социальной сети Twitter, которую использует для общения с населением.
8 ноября 2023 года у пары родилась вторая дочь, получившая имя Амина.